# Mauritius (1968-1992)
Mauritius was van 1968 tot 1992 een onafhankelijk land binnen het Gemenebest van Naties met de Britse koningin Elizabeth II als staatshoofd (een Commonwealth realm). Het land ontstond op 12 maart 1968 toen de kolonie Brits-Mauritius onafhankelijk werd van het Verenigd Koninkrijk. Op 12 maart 1992 werd de monarchie afgeschaft en de Republiek Mauritius uitgeroepen. 

## Bestuur
De Britse koningin Elizabeth II was staatshoofd van Mauritius als zijnde de Koningin van Mauritius. Elizabeth II is één keer (in 1972) in Mauritius geweest als Koningin van Mauritius. De koningin werd in haar functie vertegenwoordigd door een gouverneur-generaal. De laatste gouverneur-generaal was Veerasamy Ringadoo. Na de uitroeping van de republiek werd hij de eerste president van Mauritius. 
Mauritius heeft tijdens de monarchie twee premiers gekend. Tot 1982 was Seewoosagur Ramgoolam de premier van Mauritius. Hij werd opgevolgd door Anerood Jugnauth.